# Charles Williams (Komponist)
Charles Williams (* 8. Mai 1893 in London; † 7. September 1978 in Findon Valley, Worthing, West Sussex, England) war ein britischer Komponist und Dirigent.

## Leben
Charles Williams studierte an der Royal Academy of Music in London. Ursprünglich Geiger, wandte er sich später der Komposition zu. Nach Ende des Zweiten Weltkriegs wurde er Dirigent des neuen Queen’s Hall Light Orchestra, später des dortigen Concert Orchestra.

## Werk
Williams schrieb zahlreiche Orchesterstücke und Märsche, die zum Genre der Unterhaltungsmusik gehören. Von ihm stammen etliche Kennmelodien für Sendungen des britischen Rundfunks und Fernsehens in den 1950er Jahren (etwa The Voice of London, Dick Barton, Potter’s Wheel, Television Newsreel). Außerdem komponierte er zwischen 1934 und 1968 die Musik zu rund 50 Filmen (wenn auch als Autor oft ungenannt, da seine Beiträge als sogenannte „stock music“ dienten), darunter Eine Dame verschwindet von Alfred Hitchcock. Sein größter Erfolg wurde das – ursprünglich für The Romantic Age entstandene – Stück Jealous Lover in dem Film Das Appartement (1960).

### Filmmusik (Auswahl)
- 1935: Die 39 Stufen (The 39 Steps)
- 1938: Eine Dame verschwindet (The Lady Vanishes)
- 1941: Kipps – Roman eines einfachen Menschen (Kipps)
- 1942: The Night has Eyes
- 1942: The Young Mr. Pitt
- 1942: Women aren’t Angels
- 1943: Thursday’s Child
- 1943: The Silver Fleet
- 1943: The Life and Death of Colonel Blimp
- 1944: A Medal for the General
- 1944: English without Tears
- 1945: The Way to the Stars (mit Nicolas Brodszky)
- 1946: Carnival
- 1946: Quiet Weekend
- 1947: While I Live
- 1949: That Dangerous Age
- 1949: The Romantic Age
- 1960: Das Appartement (The Apartment)